# Giorgio Vasari
Giorgio Vasari (Arezzo, 30 de julho de 1511 – Florença, 27 de junho de 1574) foi um pintor e arquiteto italiano conhecido principalmente por suas biografias de artistas italianos.

## Juventude
Ainda muito jovem, tornou-se discípulo de Guglielmo da Marsiglia, um pintor de grande talento especializado em vitrais. Fora recomendado a Marsiglia por um parente, Luca Signorelli. Aos 16 anos, o cardeal Silvio Passerini o enviou para estudar em Florença, no círculo de Andrea del Sarto e seus pupilos, Rosso e Jacopo Pontormo. Sua educação humanista foi-lhe de grande serventia, e durante seus estudos, conheceu Michelangelo, cuja arte influenciou bastante o estilo de Vasari.
Em 1529, visitou Roma e estudou os trabalhos de Rafael e outros artistas do Alto Renascimento romano e que pertenciam à geração anterior à de Vasari. Produziu pinturas maneiristas que foram mais admiradas durante sua vida do que postumamente.

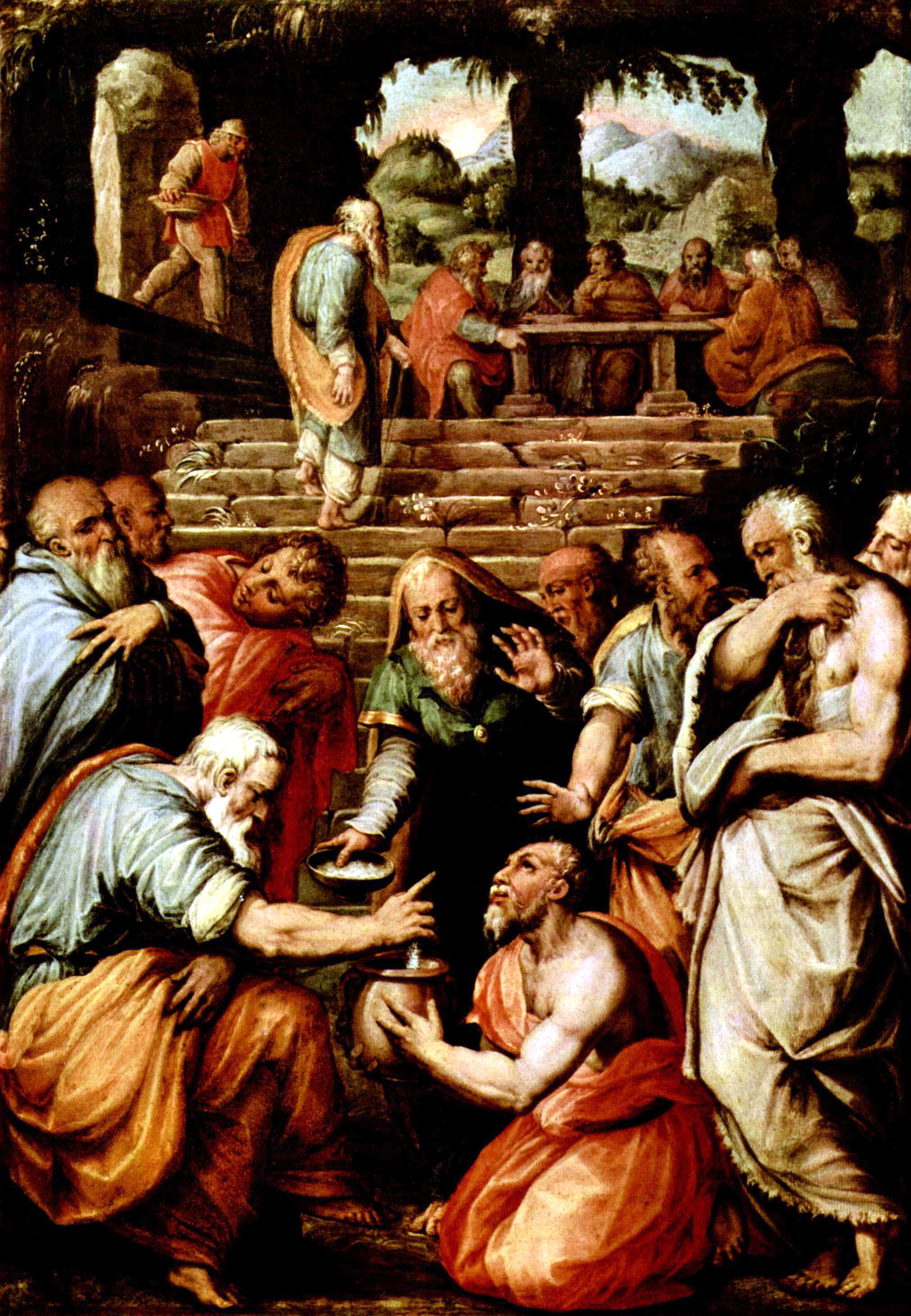
O profeta Eleazar. Óleo sobre madeira, Galleria degli Uffizi, Florença

Seus serviços eram regularmente utilizados pela família dos Médici tanto em Florença como em Roma, mas trabalhou também em locais como Nápoles e Arezzo. Dentre seus trabalhos mais importantes, podem-se citar: a parede e o teto da sala principal do Palazzo Vecchio, em Florença, e os afrescos incompletos, no Domo de Santa Maria del Fiore, a catedral de Florença.
Teve maior êxito como arquiteto, podendo-se citar a loggia do Palazzo degli Uffizi, ao lado do Arno: o planejamento urbanístico do longo e estreito jardim que funciona como praça pública (piazza) e a longa passagem que o conecta ao Palácio Pitti através da Ponte Vecchio.
Trabalhou com Giacomo Vignola e Bartolomeo Ammanati na mansão do Papa Júlio II (a Villa Giulia), em Roma. Por outro lado, sua atividade prejudicou bastante as igrejas medievais de Santa Maria Novella e da Basilica di Santa Croce, em Florença, pois delas ele retirou várias partes que viriam a integrar seus trabalhos, além de ter-lhes modificado a estética conforme o estilo maneirista de seu próprio tempo.
Em vida, Vasari contou com alta reputação e fez fortuna. Em 1547, construiu para si uma mansão em Arezzo (que hoje é museu em sua homenagem) e passou incontáveis dias dedicando-se a decorá-la com obras-de-arte. Foi eleito para o Conselho Municipal (priori) de sua cidade natal, tendo alcançado, mais tarde, o cargo supremo de Gonfaloneiro.
Em 1563, fundou a Accademia del Disegno em Florença. O grão-duque local e Michelangelo tornaram-se líderes da instituição e trinta e seis artistas foram escolhidos para tornarem-se membros.

## Vite

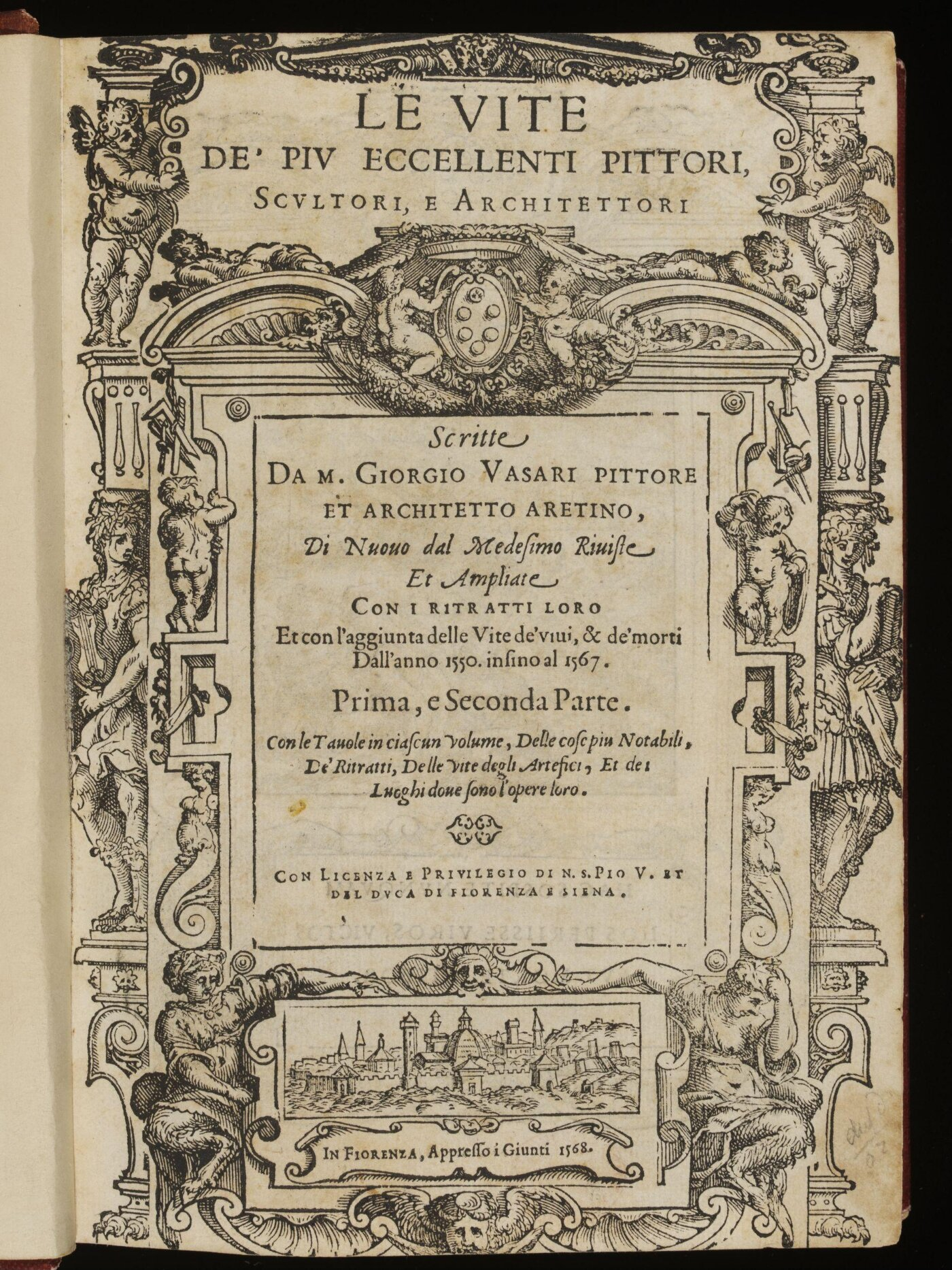
Capa de As Vidas dos Artistas

Vasari ficou conhecido como o primeiro historiador da arte, através de seu livro Vite ou Le vite de' più eccellenti pittori, scultori e architettori, onde registrou a biografia dos principais artistas do Renascimento. O termo Gótico foi pela primeira vez impresso em seu livro. Publicado pela primeira vez em 1550, incluía, além das biografias, um valioso tratado das técnicas empregadas. Teve uma revisão em 1568, acrescida de retratos dos biografados.
Por bairrismos e jogo político, o livro favorecia os florentinos, em detrimento de outros artistas, como os venezianos. Tiziano, por exemplo, só foi incluído na segunda edição, após Vasari visitar Veneza. Apesar dessas falhas, e mesmo não utilizando uma pesquisa rigorosa, é uma das únicas fontes coesas para a história da arte da época.

## A Última Ceia
Em 1966, o Rio Arno transbordou e causou grandes danos a Florença e à obra A Última Ceia de Vasari, que estava exposta no museu da Igreja de Santa Cruz. Esta obra, de 6 metros de comprimento e 2,40 metros de altura, ficou submersa na água lamacenta e oleosa por ao menos 12 horas. Quando resgatada, seus painéis de choupo-branco estavam encharcados e a tinta que os cobria estava descascando. Em 2010, a Getty Foundation investiu US$ 400 mil para restaurar a pintura. O restauro foi concluído em novembro de 2016, após muito trabalho de pesquisa para que se conseguisse resgatar a dimensão original da obra, que encolheu significativamente, e as pigmentações mais parecidas com as utilizadas por Vasari nas partes onde houve descascamentos.